# Association Sportive de Saint-Étienne Loire 2019-2020
Questa voce raccoglie le informazioni riguardanti l'Association Sportive de Saint-Étienne Loire nelle competizioni ufficiali della stagione 2019-2020.

## Maglie e sponsor
Lo sponsor tecnico per la stagione 2019-2020 è Le Coq Sportif.
| Casa | Trasferta | Terza maglia |

## Rosa
| N. |                     | Ruolo | Calciatore             |
| -- | ------------------- | ----- | ---------------------- |
| 1  | Francia (bandiera)  | P     | Théo Vermot            |
| 2  | Camerun (bandiera)  | D     | Harold Moukoudi        |
| 3  | Svizzera (bandiera) | D     | Léo Lacroix            |
| 4  | Francia (bandiera)  | D     | William Saliba         |
| 5  | Francia (bandiera)  | D     | Timothée Kolodziejczak |
| 6  | Francia (bandiera)  | C     | Yann M'Vila            |
| 7  | Algeria (bandiera)  | C     | Ryad Boudebouz         |
| 8  | Francia (bandiera)  | C     | Mahdi Camara           |
| 9  | Francia (bandiera)  | A     | Loïs Diony             |
| 10 | Tunisia (bandiera)  | A     | Wahbi Khazri           |
| 11 | Brasile (bandiera)  | D     | Gabriel Silva          |
| 13 | Perù (bandiera)     | D     | Miguel Trauco          |
| 14 | Francia (bandiera)  | A     | Franck Honorat         |
| 15 | Francia (bandiera)  | C     | Bilal Benkhedim        |
| 16 | Francia (bandiera)  | P     | Stéphane Ruffier       |

| N. |                           | Ruolo | Calciatore             |
| -- | ------------------------- | ----- | ---------------------- |
| 17 | Costa d'Avorio (bandiera) | C     | Jean-Eudes Aholou      |
| 18 | Francia (bandiera)        | A     | Arnaud Nordin          |
| 20 | Gabon (bandiera)          | C     | Denis Bouanga          |
| 21 | Francia (bandiera)        | A     | Romain Hamouma         |
| 22 | Francia (bandiera)        | C     | Kévin Monnet-Paquet    |
| 23 | Spagna (bandiera)         | D     | Sergi Palencia         |
| 24 | Francia (bandiera)        | D     | Loïc Perrin (capitano) |
| 25 | Senegal (bandiera)        | C     | Assane Dioussé         |
| 26 | Francia (bandiera)        | D     | Mathieu Debuchy        |
| 28 | Francia (bandiera)        | C     | Zaydou Youssouf        |
| 29 | Francia (bandiera)        | C     | Yohan Cabaye           |
| 30 | Francia (bandiera)        | P     | Jessy Moulin           |
| 31 | Francia (bandiera)        | A     | Charles Abi            |
| 32 | Francia (bandiera)        | D     | Wesley Fofana          |
| 40 | Francia (bandiera)        | P     | Stefan Bajic           |

## Risultati

### Ligue 1

#### Girone d'andata
| Arbitro: | Leonard |

|                    |           |                       |
| Tavares 34’ (rig.) | Marcatori | 5’ Hamouma 11’ Aholou |

| Arbitro: | Hamel |

|             |           |                  |
| Bouanga 83’ | Marcatori | 45+1’ Faussurier |

| Arbitro: | Thual |

|                                   |           |  |
| Osimhen 37’, 75’ Bamba 69’ (rig.) | Marcatori |  |

| Arbitro: | Millot |

|               |           |  |
| Benedetto 33’ | Marcatori |  |

| Arbitro: | Stinat |

|                  |           |                                  |
| Hamouma 45’, 57’ | Marcatori | 15’ (rig.) Gradel 25’ Leya Iseka |

| Arbitro: | Schneider |

|                                 |           |            |
| Capelle 48’ Ninga 78’, 86’, 89’ | Marcatori | 34’ Nordin |

| Arbitro: | Wattellier |

|  |           |                   |
|  | Marcatori | 15’ (rig.) Diallo |

| Arbitro: | Leonard |

|  |           |             |
|  | Marcatori | 68’ Debuchy |

| Arbitro: | Turpin |

|                  |           |  |
| Berić 15’ (rig.) | Marcatori |  |

| Arbitro: | Buquet |

|  |           |                      |
|  | Marcatori | 90+2’ (rig.) Bouanga |

| Arbitro: | Delerue |

|                               |           |                       |
| Khazri 45’ Dibassy 80’ (aut.) | Marcatori | 68’ Mendoza 76’ Akolo |

| Arbitro: | Brisard |

|             |           |  |
| Bouanga 59’ | Marcatori |  |

| Arbitro: | Turpin |

|                    |           |                             |
| Blas 15’ Louza 26’ | Marcatori | 22’ Trauco 34’, 67’ Bouanga |

| Saint-Étienne 24 novembre 2019, ore 17:00 CEST 14ª giornata | Saint-Étienne | 0 – 0 referto | Montpellier | Stade Geoffroy-Guichard (24.336 spett.)\| Arbitro: \| Schneider \| |
| Arbitro:                                                    | Schneider     |               |             |                                                                    |

| Arbitro: | Wattellier |

|                             |           |           |
| Raphinha 25’ Da Silva 90+4’ | Marcatori | 19’ Diony |

| Arbitro: | Leonard |

|                                                |           |             |
| Bouanga 11’ (rig.), 58’ Hamouma 38’ Fofana 40’ | Marcatori | 15’ Dolberg |

| Arbitro: | Frappart |

|                                 |           |             |
| Oudin 11’ Dia 68’ Doumbia 90+2’ | Marcatori | 59’ Hamouma |

| Arbitro: | Buquet |

|  |           |                                        |
|  | Marcatori | 10’ Paredes 44’, 90’ Mbappé 74’ Icardi |

| Arbitro: | Thual |

|                           |           |                      |
| Ajorque 22’ Thomasson 62’ | Marcatori | 72’ (rig.) Boudebouz |

#### Girone di ritorno
| Arbitro: | Bastien |

|  |           |                    |
|  | Marcatori | 23’ Abeid 48’ Blas |

| Arbitro: | Stinat |

|                       |           |            |
| Khazri 3’, 34’ (rig.) | Marcatori | 45’ Ferhat |

| Arbitro: | Gautier |

|                             |           |             |
| Nguette 44’, 70’ Diallo 63’ | Marcatori | 89’ Hamouma |

| Arbitro: | Brisard |

|  |           |                       |
|  | Marcatori | 7’ Payet 85’ Radonjić |

| Arbitro: | Delerue |

|            |           |  |
| Delort 25’ | Marcatori |  |

| Arbitro: | Wattellier |

|                                       |           |                                   |
| Lasne 20’ Charbonnier 38’ Cardona 43’ | Marcatori | 54’ (rig.) Bouanga 69’ Loïs Diony |

| Arbitro: | Bastien |

|             |           |                  |
| Bouanga 73’ | Marcatori | 90+3’ (rig.) Dia |

| Arbitro: | Schneider |

|                           |           |  |
| Dembélé 27’, 90+5’ (rig.) | Marcatori |  |

| Arbitro: | Léonard |

|             |           |          |
| Bouanga 68’ | Marcatori | 65’ Maja |

Le restanti partite (dalla 29ª alla 38ª giornata) sono state annullate a causa della pandemia di COVID-19.

### Coupe de France

#### Fase a eliminazione diretta
| Arbitro: | Abed |

|  |           |                                |
|  | Marcatori | 33’, 90+3’ Nordin 45+1’ Fofana |

| Arbitro: | Schneider |

|                        |           |                                |
| Ménez 23’ Pitroipa 56’ | Marcatori | 31’ Khazri 70’ Abi 78’ Debuchy |

| Arbitro: | Hamel |

|  |           |             |
|  | Marcatori | 24’ Bouanga |

| Arbitro: | Letexier |

|                   |           |                        |
| Krasso 62’ (rig.) | Marcatori | 37’ Bouanga 58’ Camara |

| Arbitro: | Gautier |

|                                   |           |                  |
| Kolodziejczak 43’ Boudebouz 90+4’ | Marcatori | 33’ (rig.) Niang |

| Arbitro: | Delerue |

|            |           |  |
| Neymar 14’ | Marcatori |  |

### Coupe de la Ligue

#### Fase a eliminazione diretta
| Arbitro: | Gautier |

|                 |           |                            |
| Stojanovski 68’ | Marcatori | 38’ Benkhedim 50’ Edmilson |

| Arbitro: | Turpin |

|                                                             |           |            |
| Icardi 2’, 49’, 57’ Neymar 39’ Moulin 44’ (aut.) Mbappé 67’ | Marcatori | 71’ Cabaye |

### Europa League

#### Fase a gironi
| Arbitro: | Roi Reinshreiber |

|                                 |           |                                |
| David 2’, 43’ Perrin 64’ (aut.) | Marcatori | 38’ Khazri 75’ (aut.) Kaminski |

| Arbitro: | Craig Pawson |

|                   |           |             |
| Kolodziejczak 13’ | Marcatori | 15’ William |

| Arbitro: | Espen Eskås |

|                  |           |                          |
| Gabriel Silva 8’ | Marcatori | 14’ (aut.) Gabriel Silva |

| Arbitro: | João Pinheiro |

|                                |           |                              |
| Bezborod'ko 84’ Zaderaka 90+1’ | Marcatori | 24’ (rig.) Khazri 72’ Camara |

| Saint-Étienne 28 novembre 2019, ore 18:55 CET Gruppo I - 5ª giornata | Saint-Étienne | 0 – 0 referto | Gent | Stadio Geoffroy-Guichard (25 315 spett.)\| Arbitro: \| Irfan Peljto \| |
| Arbitro:                                                             | Irfan Peljto  |               |      |                                                                        |

| Arbitro: | Paul Tierney |

|                  |           |  |
| Paulo Otávio 52’ | Marcatori |  |